# They Came from Beyond Space
Pour plus de détails, voir Fiche technique et Distribution.
They Came from Beyond Space est un film britannique réalisé par Freddie Francis, sorti en 1967.

## Fiche technique
- Titre : They Came from Beyond Space
- Réalisation : Freddie Francis
- Scénario : Milton Subotsky d'après le roman de Joseph Millard The Gods Hate Kansas
- Musique : James Stevens (en)
- Production : Max Rosenberg, Milton Subotsky
- Durée du film : 87 minutes
- Genre : aventure, science-fiction
- Date de sortie :
  - États-Unis : mai 1967

## Distribution
- Robert Hutton : Dr. Curtis Temple
- Jennifer Jayne : Lee Mason
- Zia Mohyeddin : Farge
- Bernard Kay : Richard Arden
- Michael Gough : Master of the Moon
- Geoffrey Wallace : Alan Mullane
- Maurice Good : Stilwell
- Luanshya Greer : Girl Attendant
- John Harvey : Bill Trethowan
- Diana King : Mrs. Trethowan
- Paul Bacon : Dr. Rogers
- Christopher Banks : Docteur
- Dermot Cathie : Peterson
- Norman Claridge : Dr. Frederick Andrews
- James Donnelly : Guard
- Frank Forsyth : Blake
- Leonard Grahame : McCabe
- Michael Hawkins : Williams
- Jack Lambert : Docteur
- Robin Parkinson : Maitland
- Edward Rees : Bank Manager
- Katy Wild : Fille dans la rue
- Kenneth Kendall : Commentateur